# 国際連合安全保障理事会決議1907
国際連合安全保障理事会決議1907（こくさいれんごうあんぜんほしょうりじかいけつぎ1907、英: United Nations Security Council Resolution 1907）は2009年12月23日に採択された。その概要はエリトリアへの制裁であり、エリトリアへの武器輸出禁止、エリトリアの政治家、軍人数名の国外旅行禁止、資産凍結などである。その理由は、ソマリアの反政府軍への援助、2008年のジブチとの国境紛争に関して国境付近からの軍の引き上げ拒否である。アフリカ連合等の組織が、国際連合安全保障理事会に対して数ヶ月にわたってこれを要求していた。
国際連合安全保障理事会15票の内、賛成は13票で、リビアは反対、中華人民共和国は棄権だった。賛成しなかった2カ国は、制裁が和解の方法としては効果的ではないことを理由に挙げた。
この決議をエリトリアは、アメリカ合衆国とエチオピア主導の国々による「恥ずべき」「嘘で塗り固められた」ものだとして非難し、エチオピアのソマリア政府軍への援助を批判した。「ソマリア人は我々の兄弟である」とも述べた。一方、ソマリアとジブチの大使は決議を評価した。
アフリカ連合は元々ソマリア暫定連邦政府を熱心に支持しており、安全保障理事会にエリトリア制裁実施を要求していた。エリトリアはこの制裁決議に抗議し、アフリカ連合から脱退した。